# Donji Žabar
Donji Žabar är ett samhälle i Bosnien och Hercegovina.   Det ligger i entiteten Republika Srpska, i den nordöstra delen av landet, 120 km norr om huvudstaden Sarajevo. Donji Žabar ligger 87 meter över havet och antalet invånare är 4 043.